# Isabella Wright
Isabella „Bella“ Wright (* 10. Februar 1997 in Salt Lake City) ist eine US-amerikanische Skirennläuferin. Sie ist auf die schnellen Disziplinen Abfahrt und Super-G spezialisiert.

## Biografie
Als 16-Jährige nahm Wright im Dezember 2013 erstmals am Nor-Am Cup teil und fuhr sogleich in die Punkteränge. Sie trat damals in allen Disziplinen an und gewann im März 2014 den US-amerikanischen Juniorenmeistertitel in der Abfahrt. Im Februar 2015 folgte der erste Sieg in einem FIS-Rennen, und zwar in der Disziplin Slalom. Früh zeichnete sich jedoch ab, dass ihre Stärken eher im Speedbereich liegen, denn sie gewann im März 2015 auch den Juniorenmeistertitel im Super-G. Im Dezember desselben Jahres stieß sie im Nor-Am Cup erstmals unter die besten zehn vor. Mit regelmäßigen Top-10-Ergebnissen etablierte sie sich im Winter 2017/18 endgültig im Nor-Am Cup. Der erste Podestplatz in dieser Rennserie gelang ihr am 5. Dezember 2018 mit Rang zwei in der Abfahrt von Lake Louise. Etwas mehr als ein Jahr später, am 16. Dezember 2019, folgte im Super-G von Nakiska der erste Sieg.
Ihre ersten Einsätze im Weltcup hatte Wright kurz zuvor am 6. und 7. Dezember 2019 in den beiden Abfahrten von Lake Louise, wo sie auf die Plätze 46 und 36 fuhr. Bestes Ergebnis in ihrer Premierensaison war Platz 31 am 24. Januar 2020 in der Abfahrt von Bansko. Im Nor-Am Cup 2019/20 entschied sie die Super-G-Wertung für sich, womit sie sich für den nächsten Winter einen Weltcup-Fixstartplatz sicherte. Weltcuppunkte holte sie erstmals am 9. Januar 2021 mit Platz 27 in der Abfahrt von St. Anton am Arlberg. Sie nahm an den Weltmeisterschaften 2021 in Cortina d’Ampezzo teil, wo Rang 14 in der Kombination ihre beste Platzierung war. Ihr bisher bestes Weltcupresultat ist Platz 10 in der Abfahrt von Crans-Montana am 27. Februar 2022.

## Erfolge

### Olympische Spiele
- Peking 2022: 21: Super-G

### Weltmeisterschaften
- Cortina d’Ampezzo 2021: 14. Kombination, 21. Abfahrt, 22. Super-G
- Méribel 2023: 13. Alpine Kombination, 19. Abfahrt

### Weltcup
- 2 Platzierungen unter den besten zehn

### Weltcupwertungen
| Saison  | Gesamt | Gesamt | Abfahrt | Abfahrt | Super-G | Super-G |
| Saison  | Platz  | Punkte | Platz   | Punkte  | Platz   | Punkte  |
| ------- | ------ | ------ | ------- | ------- | ------- | ------- |
| 2020/21 | 70.    | 55     | 30.     | 39      | 41.     | 16      |
| 2021/22 | 88.    | 34     | 33.     | 31      | 52.     | 3       |
| 2022/23 | 46.    | 176    | 17.     | 154     | 41.     | 22      |
| 2023/24 | 70.    | 79     | 29.     | 51      | 37.     | 28      |

### Nor-Am Cup
- Saison 2017/18: 6. Super-G-Wertung, 6. Kombinationswertung, 7. Abfahrtswertung
- Saison 2018/19: 6. Gesamtwertung, 3. Abfahrtswertung, 5. Super-G-Wertung, 9. Kombinationswertung
- Saison 2019/20: 7. Gesamtwertung, 1. Super-G-Wertung, 4. Abfahrtswertung, 5. Kombinationswertung
- Saison 2021/22: 4. Abfahrtswertung
- 10 Podestplätze, davon 3 Siege:

| Datum             | Ort       | Land   | Disziplin |
| ----------------- | --------- | ------ | --------- |
| 16. Dezember 2019 | Nakiska   | Kanada | Super-G   |
| 23. März 2022     | Sugarloaf | USA    | Abfahrt   |
| 23. März 2022     | Sugarloaf | USA    | Abfahrt   |

### Juniorenweltmeisterschaften
- Davos 2018: 23. Abfahrt, 24. Kombination

### Weitere Erfolge
- 2 US-amerikanische Juniorenmeistertitel (Abfahrt 2014, Super-G 2015)
- 7 Siege in FIS-Rennen